# Pleocomidae
Pleocomidae je čeleď brouků, kteří žijí na západě Severní Ameriky. Je do ní zařazován jen jediný rod, Pleocoma. Tito brouci tráví převážnou část svého života pod zemí a objevují se pouze v období deště nebo sněhu. Ve Spojených státech se jim proto obecně říká rain beetles - dešťoví brouci. Dříve byli brouci této čeledi zařazováni do čeledi Geotrupidae.

## Popis
Brouci mají oválné robustní tělo, podobné ostatním vrubounovitým broukům. Jejich spodní strana je hustě pokryta dlouhými jemnými chlupy, které pokračují na nohách a k okraji hrudi a krovek (rodové jméno je odvozeno z řeckého pleos - hojný a kome - vlas, chlup). Zadeček je neochlupený a lesklý. Brouci jsou zbarveni od černé do červeno-hnědé barvy, zatímco chlupy mohou být od žluté přes červenou až k černé. Tykadla jsou 11-segmentová se 4-8 lamelovou paličkou na konci, což je více než u ostatních skupin vrubounovitých. Kusadla nejsou funkční, dospělí brouci nepřijímají potravu.

## Životní cyklus
Larva má tvar písmene "C" a krémově bílou barvu, jako ostatní vrubounovití. Larvy se živí kořeny v půdě, často hluboko pod hostitelskou rostlinou. Detaily larválního vývoje jsou známy pouze pro některé druhy; mají devět nebo více instarů a vývoj do plné dospělosti může trvat i 13 let. Koncem léta se larvy zakuklují a dospělá imaga se prodírají na povrch na počátku podzimu nebo zimy, kdy začíná období dešťů, které je typické například pro kalifornské klima; některé druhy brouků se aktivují časně z jara. Samice mají zakrnělá křídla, proto samci létají kolem nich (většinou za deště) a svůj let řídí podle feromonů vydávaných samicemi. Brouci se páří na povrchu nebo v doupatech vyhrabaných samicemi, kam potom samice kladou svá vajíčka. Některé druhy mohou být aktivní pouze jeden den v daném roce.

## Výskyt
Brouci rodu Pleocoma jsou rozšířeni od samého jihu státu Washington, přes hory v Oregonu a Kalifornii až po sever Kalifornské zátoky.